# De Moker (beweging)
De Moker was een Nederlandse anarchistische groepering, die de gelijknamige krant uitgaf. Deze verscheen van eind 1923 tot de zomer van 1928, in een oplage van 3000-4000 exemplaren. De ondertitel luidde 'Opruiend Blad Voor Jonge Arbeiders'.
De Moker werd opgericht door leden uit de kring rond de eerdere Nederlandse anarchistische krant Alarm, onder wie Herman Schuurman, Anton Constandse, en Emily van Bilderbeek. De groepering was informeel en bestond uit ongeveer 500 jongeren die in affiniteitsgroepen waren georganiseerd en autonome activiteiten uitvoerden. Ze kwamen ongeveer drie keer per jaar bijeen. Veel deelnemers waren ook lid van de Sociaal-Anarchistiche Jeugd Organisatie, en de Internationale Anti-Militaristische Vereniging.
Tot de personen die actief waren in De Moker behoorden Melle Oldeboerrigter en zijn zussen Jet en Liberta. Melle maakte ook illustraties voor de krant.